# Eomatachia
Genre
Eomatachia est un genre fossile d'araignées aranéomorphes de la famille des Zoropsidae.

## Distribution
Les espèces de ce genre ont été découvertes dans de l'ambre de la mer Baltique. Elles datent du Paléogène.

## Liste des espèces
Selon The World Spider Catalog 16.5 :
- †Eomatachia barbarus Wunderlich, 2004
- †Eomatachia bipartita Wunderlich, 2004
- †Eomatachia divergens Wunderlich, 2004
- †Eomatachia duplex Wunderlich, 2004
- †Eomatachia latifrons Petrunkevitch, 1942
- †Eomatachia recedens Wunderlich, 2004
- †Eomatachia succini (Petrunkevitch, 1942)
- †Eomatachia wegneri Wunderlich, 2004
- †Eomatachia xanthippe Wunderlich, 2004

## Publication originale
- (en) Petrunkevitch, 1942 : A study of amber spiders. Transactions of the Connecticut Academy of Arts and Sciences, vol. 34, p. 119–464.